# Baron Baltimore

Wappen der Barone Baltimore

Baron Baltimore, of Baltimore in the County of Longford, war ein erblicher britischer Adelstitel der Peerage of Ireland. Der Titel ist 1771 erloschen.

## Geschichte
Der Titel wurde am 16. Februar 1625 von König Jakob I. in Anerkennung seiner loyalen Dienste dem englischen Politiker Sir George Calvert verliehen, anlässlich seines Ausscheidens aus dem Amt des Kabinettsministers. Calvert hatte von seinem Amt zurücktreten müssen, da er zum römisch-katholischen Glauben konvertiert war. Der Titel war in männlicher Linie erblich und ging in der Folge auf den jeweils ältesten Überlebenden der Calvert-Söhne über und erlosch mit dem Tod des 6. Barons am 4. September 1771.
Eine besondere Rolle spielten die Lords Baltimore in der amerikanischen Geschichte als Lords Proprietor der Kolonie Maryland. Der 1. Baron, der von König Karl I. die Erlaubnis zur Errichtung der Kolonie erhalten hatte, starb kurz vor der Ausfertigung der entsprechenden Belehnungsurkunde 1632. In der amerikanischen Geschichtsschreibung ist mit Lord Baltimore meist sein Sohn Cæcilius Calvert, 2. Baron Baltimore gemeint. Nach den ersten beiden Titelträgern ist auch Baltimore benannt, die heute größte Stadt in Maryland.  

## Barone Baltimore (1625)
- George Calvert, 1. Baron Baltimore (um 1578/1580–1632)
- Cæcilius Calvert, 2. Baron Baltimore (1605–1675)
- Charles Calvert, 3. Baron Baltimore (1637–1715)
- Benedict Leonard Calvert, 4. Baron Baltimore (1679–1715)
- Charles Calvert, 5. Baron Baltimore (1699–1751)
- Frederick Calvert, 6. Baron Baltimore (1732–1771)